# Teatro Olmedo
El Teatro Olmedo de Guayaquil fue un teatro de la ciudad de Guayaquil, construido por la compañía Fedriani & Ramírez, inaugurado en las calles Pedro Carbo entre Aguirre y Clemente Ballén.

## Historia
Su inauguración tuvo lugar el 3 de enero de 1857, durante la presidencia de Francisco Robles. El teatro sufrió un incendio en el año 1899 en su primera ubicación. Cuatro años más tarde se trasladó su ubicación a la calle Luque. Algunas familias de la ciudad de Guayaquil se reunieron para aportar con el capital para la reconstrucción que fue de 40.000 sucres, y retomaron sus funciones artísticas y culturales. Desde aquella ocasión una vez más pasó por un incendio en el año 1930 que consumió la mitad de la edificación. Tras su reconstrucción, funcionó como cine hasta el año 1971.
En este escenario se pusieron en escena las obras de los primeros dramaturgos de Ecuador como fueran Nicolás Augusto González y José Eusebio Molestina. En el caso de Molestina se recuerda un hito temprano en su carrera teatral con el estreno de 1878 de su drama poético en cuatro actos, Eufemia la costurera.